# Markus Andréasson
Markus Andréasson, född den 31 augusti 1961, är en svensk regissör, producent och manusförfattare.
Andréasson utbildade sig i början av 1990-talet vid New York Film Academy, Tribeca Film Center.

## Filmografi
- 2010 - Tindra (Regi/Manus/Producent)
- 2009 - Lyckliga familjen (R/M/P)
- 2006 - Älskar alla sina barn (R/M/P)
- 2004 - Vexator - himmel till helvete (M/P)
- 2002 - En av oss (R/M/P)
- 1997 - FF (R/M/P)
- 1994 - Princess Charming (R/P)
- 1993 - För brinnande livet (R/P)
- 1993 - Guerrilla Girls "En dag i Stockholm" (R/M/P)
- 1989 - Jag ser när du ljuger (R/M/P)
- 1988 - Mannen med jojon : En film om crack (R/M/P)